# Arawelo
Arawelo, Araweelo, Arrawelo ou Arraweelo (Caraweelo ou Carraweelo em somali), também conhecida como Ebla Awad, foi uma rainha reinante da antiga Somália, que assumiu o trono por volta do ano 15 d.C, porém, até hoje não foram encontradas evidências sólidas de sua existência além de testemunhos.

## Biografia
Acredita-se que Arawelo tenha vivido em terras habitadas pelo clã Habr Je'lo, mais especificamente num lugar chamado Murihi, na região de Sanaag.
Filha de rainha Haramaanyo e rei Abdullah, ela foi a primogênita de três filhas e herdeira natural da disnatia somali. Como muitas mulheres governantes, Arawelo lutou pelo empoderamento feminino e acreditava que a sociedade deveria ser baseada no matriarcado.
Durante seu reinado, Arawelo achava que a inversão de papéis no poder era necessária, pois via as mulheres como pacificadoras naturais. Ao crescer, ela acreditava que as mulheres não eram bem tratadas e os homens eram mais frequentemente instigadores, participantes e condutores da guerra e da política. Ela não apenas lutou pela libertação das mulheres na sociedade, mas também pelo domínio das mulheres, visto que as via como líderes melhores e mais eficientes.
Sob o reinado de Arawelo, era comum homens terem os testículos torturados como forma de castigo, incluindo punições que envolviam pendurá-los pelos testículos. As versões contadas sobre ela variam, mas há uma tendência que aponta para a política que ela tinha de castrar homens. Acredita-se que muitos, ou até mesmo todos, os prisioneiros homens da época foram castrados sob o comando dela.
Interpretações sobre a vida e reinado de Arawelo variam muito, ela é considerada desde uma heroína feminista que ajudou na luta contra a opressão masculina até uma cruel rainha emasculadora que arrancou os genitais de centenas de homens.
Quando Arawelo morreu, foi construída uma tumba para ela. Os restos desta tumba ainda existem no norte da Somália. Homens somalis tem a tradição de jogar pedras na tumba de Arawelo em protesto às histórias envolvendo as torturas genitais que seus antepassados sofreram, em contrapartida, mulheres costumam colocar flores na tumba em respeito ao reinado que trouxe mais direitos às mulheres da época.

## Na cultura popular
As referências a Arawelo na cultura somali hoje incluem apelidar uma mulher que é muito assertiva e dominante de "Caraweelo".
Inúmeros autores notáveis narraram histórias da lenda de Arawelo, incluindo a novelista canadense Margaret Laurence em A Tree for Poverty, de 1954, e o escritor somali Omar Osman Rabeh em Le Cercle et la spirale, de 1984.
Em 2017, a cantora somali-canadense Cold Specks lançou o single "Fool's Paradise" em homenagem a rainha Arawelo. Ela se inspirou na canção de Khadra Dahir Cige que ela ouvia quando era pequena e considera a história de Arawelo como emponderadora.